# Karl Goldschmidt

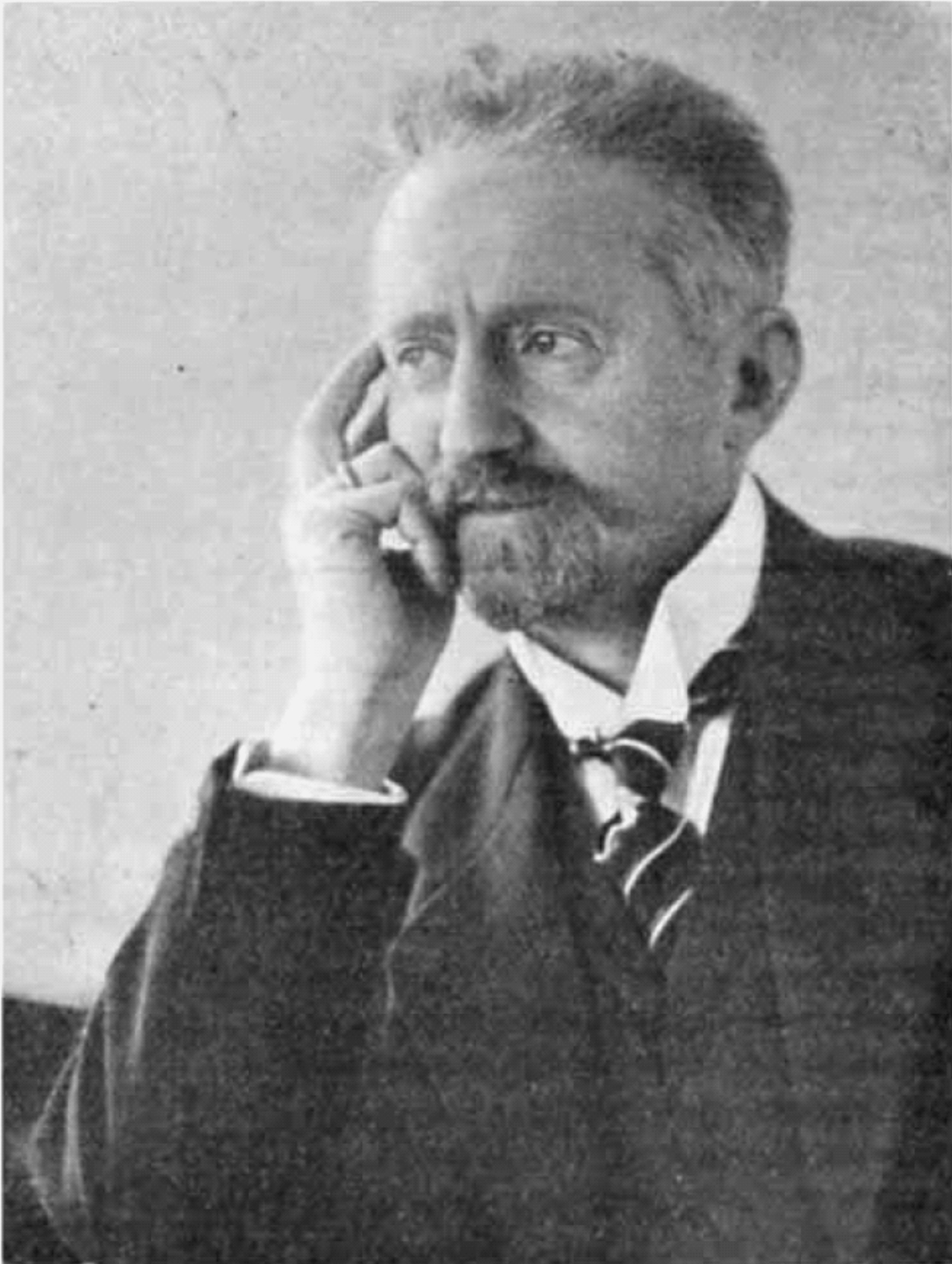
Karl Goldschmidt

Karl Bernhard Goldschmidt (* 11. Oktober 1857 in Berlin; † 5. Januar 1926 in Seeheim) war ein deutscher Chemiker und Unternehmer, er war Mitinhaber der von seinem Vater Theodor Goldschmidt gegründeten Chemischen Fabrik Goldschmidt.

## Leben und Wirken
Karl Goldschmidt studierte Chemie und Mineralogie an den Universitäten zu Berlin, Leipzig und Göttingen. Darauf folgte 1881 die Promotion an der Universität Heidelberg bei Robert Wilhelm Bunsen. 1882 trat er als promovierter Chemiker in die Leitung der väterlichen Fabrik in Berlin ein und führte sie ab 1888 gemeinsam mit seinem Bruder Hans Goldschmidt. Der Firmensitz wurde 1889 von Berlin nach Essen verlegt. 1898 wurde Karl Goldschmidt Mitglied der Essener Handelskammer.
Gemeinsam mit dem Chemiker Josef Weber entwickelte er 1905 ein Entzinnungsverfahren von Weißblech. In einer Denkschrift vom 15. Februar 1907 gab er die Anregung zur Einführung der Akademischen Kurse Essen sowie den Anstoß zur Errichtung der Höheren Handelsschule. Er galt als sozial denkender Unternehmer, dem die Belange seiner Mitarbeiter wichtig waren. So gründete er eine eigene Betriebskranken- und Pensionskasse und baute ein Erholungsheim für seine Belegschaft. Er gewährte der Belegschaft Sozialleistungen, erwartete dafür aber im Gegenzug, dass sie von gewerkschaftlichen Aktivitäten Abstand hielt. Zudem errichtete er Stiftungen für wohltätige Zwecke.
1922 übergab Karl Goldschmidt nach über dreißig Jahren gemeinsamer Firmenleitung mit seinem Bruder Hans Goldschmidt die Leitung an einen seiner beiden Söhne, Theo Goldschmidt, und zog sich auf seinen Alterssitz in Seeheim zurück, wo er 1926 starb und im Familiengrab beigesetzt wurde.
Goldschmidt war ein Mäzen des Essener Museum Folkwang. So verdankt die Stadt ihm und seinem Bruder Hans die beiden Villen an der Bismarckstraße in Essen, in denen die städtischen Sammlungen und später das Museum Folkwang ihren Sitz hatten.

## Ehrungen
Am 13. Mai 1910 wurde Karl Goldschmidt der Titel des Preußischen Kommerzienrates verliehen.